# Francesco Trevisani
Francesco Trevisani dit Il Romano (Capodistria, 9 avril 1656 – Rome, 30 juillet 1746) est un peintre italien rococo qui a été actif à Rome.

## Biographie
Il part très jeune à Venise, où il devient l'élève d'Antonio Zanchi. Il fréquente également l'atelier de Joseph Heintz der Jüngere.
Il part, en 1678, à Rome où se déroule toute sa carrière. Il est rapidement employé par le cardinal Flavio Chigi, pour qui il exécute, entre autres œuvres, deux retables pour la cathédrale de Sienne, Le Christ entre saint Philippe et saint Jacques (1687) et Le Martyre des quatre saints couronnés (1688). Son mentor à Rome est le cardinal vénitien Pietro Ottoboni, neveu d'Alexandre VIII, figure de premier plan de l'Académie d'Arcadie, et un des plus grands mécènes du moment, qui protège le jeune Filippo Juvarra et des compositeurs comme Arcangelo Corelli, Alexandre Scarlatti et Georg Friedrich Händel. 
Trevisani est admis officiellement à l'Académie de Rome en 1712. Il en adopte les codes et les idéaux. Il dépasse les tendances baroques pour des compositions simplifiées, une expression plus sobre des sentiments, des tonalités délicates et un usage plus fonctionnel de la lumière.
À Rome, Trevisani devient un des plus importants artistes qui œuvrent dans le sillage de Carlo Maratta. Dans les années 1690-1700, il se consacre surtout à l'art de la miniature.
Parmi les œuvres les plus importantes de sa carrière, on note :
- deux toiles pour l'église Santa Cristina de Bolsena, Miracle du corporal, 1699 et Nativité de la Vierge en 1704,
- La Mort de saint Joseph, toile peinte en 1712-1713 à Saint Ignace
- les peintures pour la chapelle de la bienheureuse Lucia di Narni, à la cathédrale de Narni, peintes en 1712-1715.

L'activité de portraitiste de Trevisani a servi d'exemple à Pompeo Batoni.
Entre 1708 et 1717, il réalise plusieurs tableaux pour le prince Lothar Franz von Schöborn, conservés au Château Weissenstein à Pommersfelden.
Parmi les élèves de Trevisani, on note Francesco Civalli et Ludovico Mazzanti.
Angelo Trevisani, lui aussi peintre, était le frère de Francesco Trevisani.

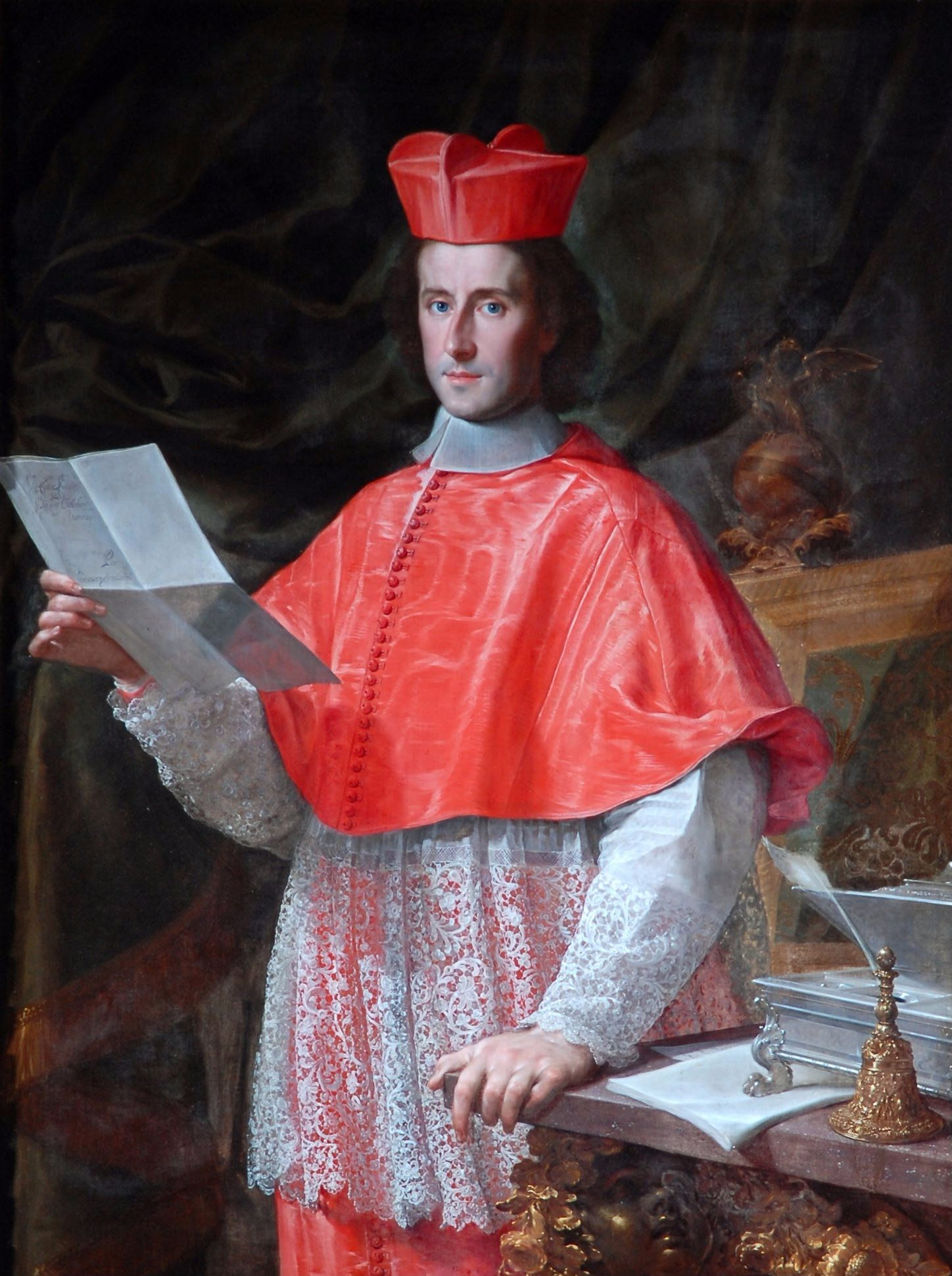
Portrait du cardinal Pietro Ottoboni, Bowes Museum, comté de Durham.

## Œuvres
- Saint-Pierre baptisant le centurion Corneille, 1709, huile sur toile, collection privée. © Bridgeman Image / Christie's Images[4].
- Le Sommeil de l'enfant Jésus, 1709, huile sur toile, 148,5 × 126 cm, musée du Louvre, Paris[5]
- L'Enfant Jésus désignant à la Vierge les fleurs de la passion, huile sur toile, 71 × 56 cm, musée du Louvre, Paris[6]
- Portrait de jeune fille, huile sur toile, musée Granet, Aix-en-Provence
- Annonciation (1710-1715), huile sur toile, 50 × 39 cm, musée des Beaux-Arts de Nantes. esquisse probable du tableau de l'Église San Filippo Neri (Pérouse)[7]
- Fresques de la chapelle Sainte-Claire de la basilique San Silvestro in Capite, Rome
- Trois peintures de l'Histoire de la Passion du Christ à la chapelle du Crucifix de la même basilique (1696 - 1697)
- Portrait du cardinal Pietro Ottoboni (1700), huile sur toile, 134 × 98 cm, Bowes Museum, comté de Durham
- Le Banquet de Marc Antoine et Cléopatre (1702), au palais Spada, Rome. Probablement exécuté à l'intention du cardinal Fabrizio Spada-Veralli.
- Le Banquet d'Antoine et Cléopâtre, étude préparatoire au tableau du palais Spada, huile sur toile, 65 × 63 cm, monogrammé F. T., musée des Offices, corridor de Vasari. Envoyé par l'artiste à Ferdinand de Médicis[1]
- Retable avec la Mort de Saint Joseph (1712-1713), chapelle Sacripante, Sant'Ignazio
- Martyre de saint André, presbytère, basilique Sant'Andrea delle Fratte, Rome

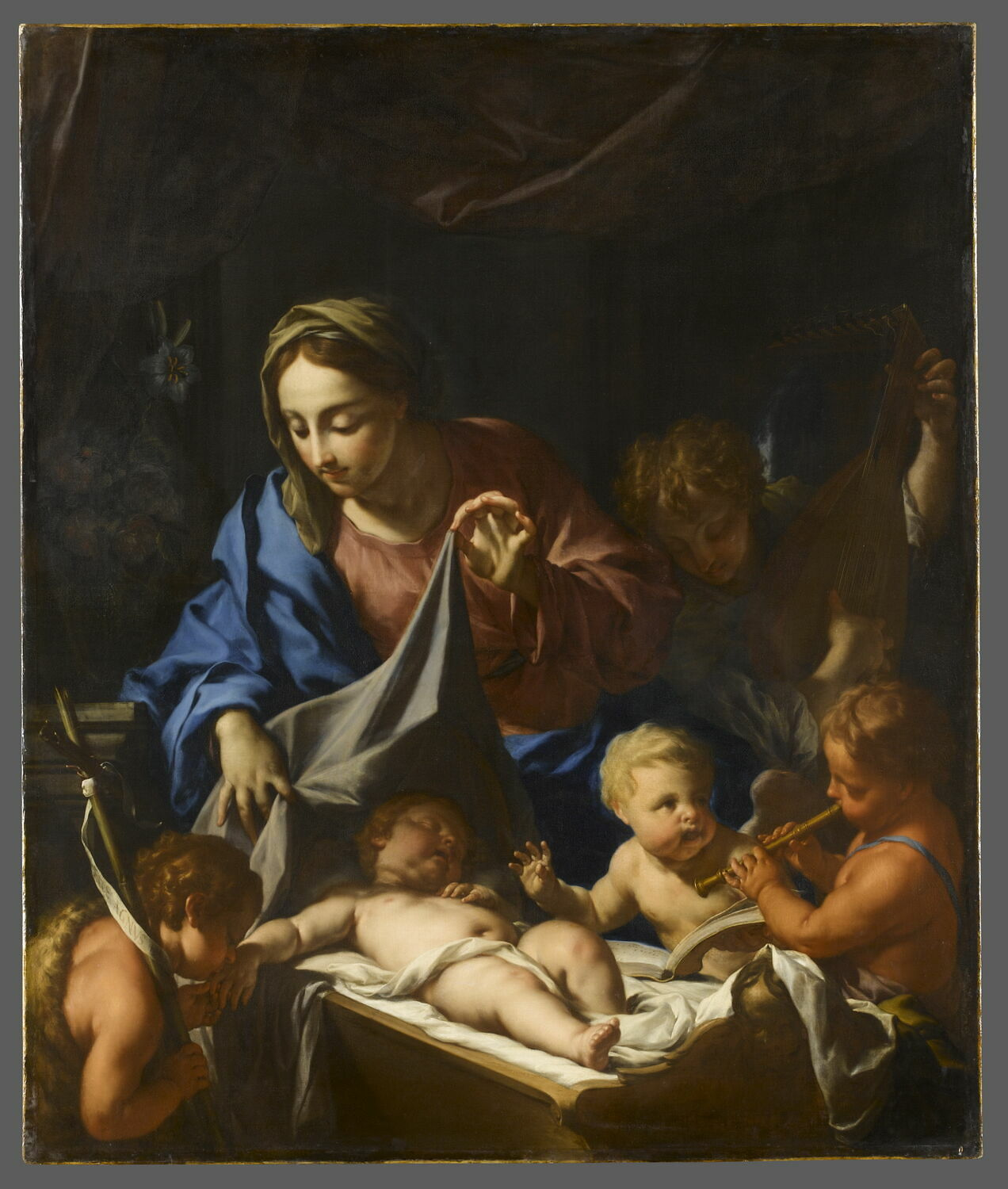
Le Sommeil de l'Enfant Jésus (1706), musée du Louvre.

- Stigmates de saint François, retable du maître-autel, église Santissime Stimmate di San Francesco, Rome
- Cartons pour la mosaïque de la chapelle baptismale de la basilique Saint-Pierre de Rome
- Le prophète Baruch (v. 1718) pour l'archibasilique Saint-Jean de Latran, Rome
- La Mort d'Alexandre le Grand, musée des Beaux-Arts de Pau, Pyrénées-Atlantiques.

Dans la Galerie nationale d'art ancien, au Palazzo Corsini
- - Martyre de saint Laurent
  - Martyre de sainte Lucie
  - Vierge affligée
  - Marie-Madeleine

### Huiles sur cuivre
- Deux cuivres qui faisaient partie des collections du prince Ferdinand de Médicis[1] :
  - Le Songe de Joseph (1690-1700, musée des Offices, dépôts, Florence
  - La Vierge cousant (1690-1700), 38 × 30 cm, musée des Offices, corridor de Vasari, Florence
- Christ mort soutenu par des anges, 50 × 39 cm, Collection Lemme[8]
- Autoportrait, 28x25 cm, Musée des Augustins, Toulouse.

## Source
- (it) Cet article est partiellement ou en totalité issu de l’article de Wikipédia en italien intitulé « Francesco Trevisani » (voir la liste des auteurs).